# Método de pendiente-deflexión
El método de pendiente-deflexión o pendiente-desviación, también conocido como método de ángulos de giro, es un método de análisis estructural  para vigas y marcos introducido en 1914 por George A. Maney. La pendiente-deflexión fue el método ampliamente utilizado por más de una década hasta el desarrollo del método de distribución de momentos.  

## Introducción
Formando ecuaciones de pendiente-deflexión y aplicando condiciones de equilibro en los nodos se calculan los ángulos de rotación (o ángulos de pendiente). Una vez calculados, se sustituyen nuevamente en las ecuaciones de pendiente-deflexión y se determinan los momentos en los extremos de los miembros.

## Ecuaciones de pendiente-deflexión
Las ecuaciones de pendiente-deflexión también pueden ser escritas usando el factor de rigidez {\displaystyle K={\frac {I_{ab}}{L_{ab}}}} y la rotación {\displaystyle \psi ={\frac {\Delta }{L_{ab}}}}:

### Demostración de las ecuaciones de pendiente-deflexión
Cuándo una viga simplemente apoyada de longitud {\displaystyle L_{ab}} y rigidez a flexión {\displaystyle E_{ab}I_{ab}} es cargada en cada extremo con momentos en sentido horario {\displaystyle M_{ab}} y {\displaystyle M_{ba}}, ocurren rotaciones en los extremos de cada miembro en el mismo sentido. Estos ángulos de rotación pueden ser calculados utilizando el método de la fuerza unitaria o Ley de Darcy.
{\displaystyle \theta _{a}-{\frac {\Delta }{L_{ab}}}={\frac {L_{ab}}{3E_{ab}I_{ab}}}M_{ab}-{\frac {L_{ab}}{6E_{ab}I_{ab}}}M_{ba}}
{\displaystyle \theta _{b}-{\frac {\Delta }{L_{ab}}}=-{\frac {L_{ab}}{6E_{ab}I_{ab}}}M_{ab}+{\frac {L_{ab}}{3E_{ab}I_{ab}}}M_{ba}}
Despejando de estas ecuaciones, se obtienen las ecuaciones correspondientes a las de pendiente-deflexión. De forma general, siendo {\displaystyle n} el nodo cercano y {\displaystyle f} el nodo lejano, el momento {\displaystyle M_{nf}} en el extremo {\displaystyle n} de un elemento puede plantearse con la fórmula general:
{\displaystyle M_{nf}=\left({\frac {2EI}{L}}\right)*(2\theta _{n}+\theta _{f}-3\psi )+FEM_{nf}}

## Condiciones de equilibrio

### Equilibrio en el nodo
Las condiciones de equilibrio implican que cada nodo con un grado de libertad no puede tener momentos sin balancear, es decir, debe estar en equilibrio. Por tanto: 
{\displaystyle \Sigma \left(M^{f}+M_{miembro}\right)=\Sigma M_{nodo}}
Aquí, {\displaystyle M_{miembro}} son los momentos en los extremos de los miembros, {\displaystyle M^{f}} son los momentos de empotramiento perfecto, y {\displaystyle M_{nodo}} son los momentos externos aplicados directamente sobre el nodo..

### Equilibrio de cortantes
Cuando  hay rotaciones en los nodos de un pórtico, es necesario tomar en cuenta las condiciones de equilibro del cortante en el marco.

## Ejemplo

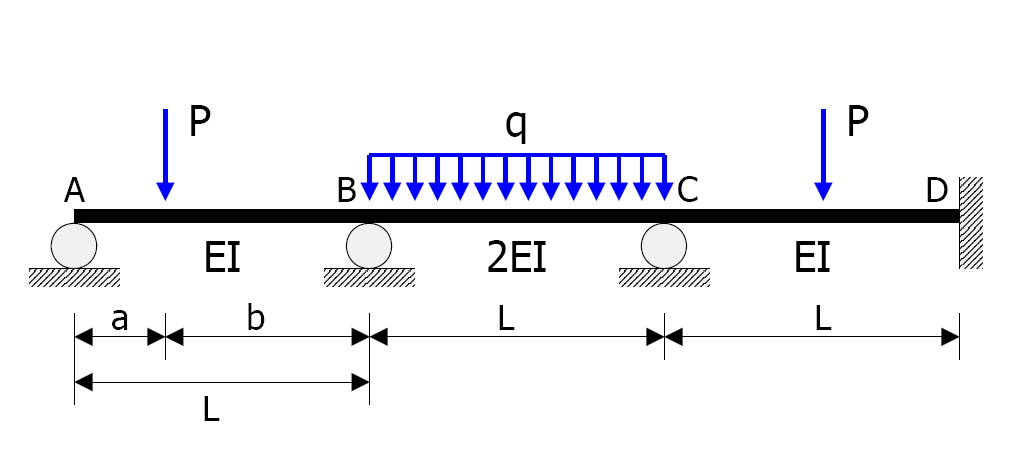
Ejemplo

Se analizará la viga estáticamente indeterminada de la figura.
- Los elementos AB, BC, y CD tienen la misma longitud {\displaystyle L=10\ m}.
- Las rigideces a flexión son EI, 2EI y EI respectivamente.
- La carga puntual de magnitud {\displaystyle P=10\ kN} actúa a una distancia {\displaystyle a=3\ m} desde el apoyo A.
- La carga distribuida uniformemente {\displaystyle q=1\ kN/m} actúa sobre BC.
- El elemento CD está cargado a la mitad de su longitud con una carga puntual de magnitud {\displaystyle P=10\ kN}.

En este ejemplo, se considerará que las rotaciones y los momentos en sentido horario son positivos.

### Grados de libertad
Los ángulos de rotación {\displaystyle \theta _{A}}, {\displaystyle \theta _{B}}, {\displaystyle \theta _{C}}, de los nodos A, B y C, respectivamente se tomarán como las incógnitas. No hay rotaciones debido a otras causas (por ejemplo, asentamientos de los apoyos).

### Momentos de empotramiento perfecto (FEM)
{\displaystyle M_{AB}^{f}=-{\frac {Pab^{2}}{L^{2}}}=-{\frac {10\times 3\times 7^{2}}{10^{2}}}=-14.7\mathrm {\,kN\,m} }
{\displaystyle M_{BA}^{f}={\frac {Pa^{2}b}{L^{2}}}={\frac {10\times 3^{2}\times 7}{10^{2}}}=6.3\mathrm {\,kN\,m} }
{\displaystyle M_{BC}^{f}=-{\frac {qL^{2}}{12}}=-{\frac {1\times 10^{2}}{12}}=-8.333\mathrm {\,kN\,m} }
{\displaystyle M_{CB}^{f}={\frac {qL^{2}}{12}}={\frac {1\times 10^{2}}{12}}=8.333\mathrm {\,kN\,m} }
{\displaystyle M_{CD}^{f}=-{\frac {PL}{8}}=-{\frac {10\times 10}{8}}=-12.5\mathrm {\,kN\,m} }
{\displaystyle M_{DC}^{f}={\frac {PL}{8}}={\frac {10\times 10}{8}}=12.5\mathrm {\,kN\,m} }

### Ecuaciones de pendiente-deflexión
Se construyen las ecuaciones de la siguiente forma:
{\displaystyle M_{AB}={\frac {EI}{L}}\left(4\theta _{A}+2\theta _{B}\right)+M_{AB}^{f}={\frac {4EI\theta _{A}+2EI\theta _{B}}{10}}-14.7}
{\displaystyle M_{BA}={\frac {EI}{L}}\left(2\theta _{A}+4\theta _{B}\right)+M_{BA}^{f}={\frac {2EI\theta _{A}+4EI\theta _{B}}{10}}+6.3}
{\displaystyle M_{BC}={\frac {2EI}{L}}\left(4\theta _{B}+2\theta _{C}\right)+M_{BC}^{f}={\frac {8EI\theta _{B}+4EI\theta _{C}}{10}}-8.333}
{\displaystyle M_{CB}={\frac {2EI}{L}}\left(2\theta _{B}+4\theta _{C}\right)+M_{CB}^{f}={\frac {4EI\theta _{B}+8EI\theta _{C}}{10}}+8.333}
{\displaystyle M_{CD}={\frac {EI}{L}}\left(4\theta _{C}\right)+M_{CD}^{f}={\frac {4EI\theta _{C}}{10}}-12.5}
{\displaystyle M_{DC}={\frac {EI}{L}}\left(2\theta _{C}\right)+M_{DC}^{f}={\frac {2EI\theta _{C}}{10}}+12.5}

### Ecuaciones de equilibrio en cada nodo
En los nodos A, B y C deben cumplirse las condiciones de equilibrio, por tanto:
{\displaystyle \Sigma M_{A}=M_{AB}+M_{AB}^{f}=0.4EI\theta _{A}+0.2EI\theta _{B}-14.7=0}
{\displaystyle \Sigma M_{B}=M_{BA}+M_{BA}^{f}+M_{BC}+M_{BC}^{f}=0.2EI\theta _{A}+1.2EI\theta _{B}+0.4EI\theta _{C}-2.033=0}
{\displaystyle \Sigma M_{C}=M_{CB}+M_{CB}^{f}+M_{CD}+M_{CD}^{f}=0.4EI\theta _{B}+1.2EI\theta _{C}-4.167=0}

### Ángulos de rotación
Los ángulos de rotación se calculan resolviendo el sistema de ecuaciones de la sección anterior.
{\displaystyle \theta _{A}={\frac {40.219}{EI}}}
{\displaystyle \theta _{B}={\frac {-6.937}{EI}}}
{\displaystyle \theta _{C}={\frac {5.785}{EI}}}

### Momentos en los extremos de los miembros
Sustituyendo los valores de los ángulos de vuelta en la ecuaciones de pendiente-deflexión arroja los momentos en los extremos de los miembros (en kNm):
{\displaystyle M_{AB}=0.4\times 40.219+0.2\times \left(-6.937\right)-14.7=0}
{\displaystyle M_{BA}=0.2\times 40.219+0.4\times \left(-6.937\right)+6.3=11.57}
{\displaystyle M_{BC}=0.8\times \left(-6.937\right)+0.4\times 5.785-8.333=-11.57}
{\displaystyle M_{CB}=0.4\times \left(-6.937\right)+0.8\times 5.785+8.333=10.19}
{\displaystyle M_{CD}=0.4\times 5.785-12.5=-10.19}
{\displaystyle M_{DC}=0.2\times 5.785+12.5=13.66}

Una vez se tienen calculados estos momentos, entonces es posible realizar un despiece de la estructura para determinar las reacciones de los apoyos mediante las ecuaciones de la estática.